# Bathydorididae
Bathydorididae zijn een familie van weekdieren uit de klasse van de Gastropoda (slakken).

## Taxonomie
De volgende geslachten zijn bij de familie ingedeeld:
- Bathydoris Bergh, 1884
- Doriodoxa Bergh, 1899
- Prodoris Baranetz & Minichev, 1995